# Regenporphyr
Regenporphyr ist eine veraltete Lokalbezeichnung für einen Granitporphyr mit Pseudomorphosen nach Cordierit. Der Name leitet sich von der Ortschaft Regen in Niederbayern ab und wurde 1868 von Carl Wilhelm von Gümbel eingeführt.
Gümbel bezeichnet damit „Porphyre“ mit dichter, spatiger, gräulich-weißer bis gelblicher Grundmasse und zahlreichen Einsprenglingen aus Feldspat, Quarz, „tombackbraunem“ Glimmer sowie meist auch Pinit (Bezeichnung für den Hellglimmer Muskovit, wenn er Pseudomorphosen nach Cordierit bildet), die dem Gestein ein „granit-ähnliches Aussehen“ verleihen.